# مينغ تشين
مينغ تشين (بالإنجليزية: Ming Chin) هو قاضي ومحامي أمريكي، ولد في 31 أغسطس 1942 في كلاماث فالز في الولايات المتحدة.

## وصلات خارجية
- مينغ تشين على موقع إن إن دي بي (الإنجليزية)